# Carlos Muñoz (Schauspieler)
Carlos Muñoz Arosa (* 3. April 1919 in Vigo; † 15. April 2005 in Madrid) war ein spanischer Schauspieler.

## Leben
Muñoz’ Karriere begann (nach Kleinstrollen) zu Zeiten des Spanischen Bürgerkrieges, sodass er seine ersten Rollen in Kriegsfilmen und patriotischen Dramen spielte, so in Sin novedad en el Alcázar (1940), Escuadrilla (1941), Los últimos de Filipinas (1945) und El santuario no se rinde (1949). Daneben war einer seiner ersten Erfolge das Melodram Marianela (1940) von Benito Perojo, wo er neben Mary Carrillo spielte und in Cristina Guzmán neben seiner zukünftigen Frau, der Schauspielerin und Sängerin Marta Santaolalla.
Neben seiner Karriere beim Film, die bis in die 1990er Jahre andauerte und vor allem seit Mitte der 1960er Jahre zahlreiche Nebenrollen in Genrefilmen und Komödien umfasste, war Muñoz immer wieder auf der Bühne zu sehen; er spielte in Stücken von Gregorio Martínez Sierra, Pirandello, Torcuato Luca de Tena, José Zorrilla und Víctor Ruiz Iriarte. Seine publikumswirksamste Rolle hatte er als Familienoberhaupt in der Fernsehserie La casa de los Martínez im Jahr 1971, die zahlreiche weitere Engagements bei Film und Fernsehen nach sich zog.

## Filmografie (Auswahl)
- 1940: L’assedio dell’Alcazar
- 1944: El sobrino de Don Buffalo Bill
- 1972: Zwei Himmelhunde auf dem Weg zur Hölle (Più forte, ragazzi!)
- 1984: Camila – Das Mädchen und der Priester (Camila)
- 1992: El oro y el barro (Fernsehserie)